# Aster (Maskottchen)
Aster war das offizielle Maskottchen der Winter-Paralympics 2006 im italienischen Turin.

## Beschreibung
Aster ist ein hellblauer, sternförmiger Schneekristall. Entworfen wurde Aster von Pedro Albuquerque, der auch Neve und Gliz, die Maskottchen der Olympischen Winterspiele 2006 schuf. Alle drei Maskottchen traten häufig zusammen als Freunde auf.

## Bedeutung
Aster soll die Einzigartigkeit eines jeden paralympischen Sportlers symbolisieren. Außerdem soll die Figur die Leistungsfähigkeit und Agilität der Athleten unterstreichen. Die dynamische Darstellung der Schneeflocke ermöglichte dabei eine positive Illustration der verschiedenen paralympischen Sportarten.

## Präsentation
Der Öffentlichkeit vorgestellt wurde Aster erstmals im Rahmen einer Veranstaltung am 10. März 2005, also genau 1 Jahr vor dem Beginn der Paralympics. An der Präsentation nahmen auch Philip Craven, der Präsident des Internationalen Paralympischen Komitees, und Luca Pancalli, der Präsidenten des Italienischen Paralympischen Komitees teil.